# Belgrad (Stoltebüll)
Belgrad ist ein aus einem Gehöft bestehender Ortsteil der Gemeinde Stoltebüll in Schleswig-Holstein.

## Geographie
Das Gehöft liegt auf einer Höhe von ca. 30 Metern über dem Meeresspiegel etwa einen Kilometer südöstlich von Wippendorf und etwa drei Kilometer westlich von Stoltebüll im Kreis Schleswig-Flensburg. Die gleichnamige Straße Belgrad verläuft in südöstlicher Richtung von Wippendorf durch Belgrad zum etwa einen Kilometer entfernten Schörderup. Etwa 500 Meter nördlich kreuzt die Straße Belgrad mit der Straße Wallachei.

### Karten
- Gehöft „Belgrad“ auf den Messtischblättern 1:25.000 Nr. 168 (heutige Zählung: 1225) aus den Jahren 1877 und 1926 (jeweils in der linken unteren Ecke)